# Philippe Dragonetti
Philippe Dragonetti (* 23. März 1959 in Belgien) ist ein belgischer Jazzmusiker (Gitarre, Komposition), der in der Schweiz tätig ist.

## Leben und Wirken
Dragonetti, dessen Vater der Literaturhistoriker Roger Dragonetti ist, wuchs in Genf auf und begann im Alter von elf Jahren Gitarre zu spielen. Als klassischer Gitarrist begann er am Genfer Konservatorium sein Studium bei Dušan Bogdanović. 1981 erhielt er ein Diplom in klassischer Gitarre in der Klasse von Maria-Livia Sao-Marcos und vervollständigte seine Ausbildung am Konservatorium Lausanne bei Dagoberto Linhares. Genreübergreifend setzte er sich jedoch mit dem Gitarrenspiel in Flamenco, Rockmusik und Jazz auseinander und absolvierte Workshops bei Maurice Magnoni, Jack DeJohnette und Mick Goodrick. Es kam zu Konzerten mit zahlreichen Gruppen aus der französischen Schweiz und ersten Aufnahmen mit Troglodyte. 1986 erwarb er ein Diplom in Musikpädagogik am Genfer Konservatorium.
Dragonetti trat in zahlreichen Formationen unterschiedlichster Stilrichtungen auf, wie etwa dem Feliu Gasull-Philippe Dragonetti Duo, dem Duo Drago-Rogg mit Olivier Rogg, im Duo Sylvie Canet-Philippe Dragonetti (Teilnahme am Internationalen Gitarrenfestival Zürich), sowie mit der Hard Band, dem Drago-Rogg Sextett, dem Quartett von Philippe Cornaz, Nicolas Hafner Quartett, mit Duo mit Christophe Leu und Germain Aubert und im Philippe Dragonetti Gitarrentrio.
Bei Altrisuoni veröffentlichte er gemeinsam mit Sylvie Canet und Nicolas Maret das Album Udu (2002). Mit der D.D.Drag’s Band entstand 2014 das Album Som, das bei Unit Records veröffentlicht wurde. Daneben spielte er im Trio MalDraCor mit dem Vibraphonisten Philippe Cornaz und dem Bassisten Ivor Malherbe.  In den letzten Jahren leitete er mit Cornaz das Quartett pH:4, das 2019 das Album Cocktail veröffentlichte. Weiterhin tourte er in Frankreich mit der Show Boby La Pointe der Companie Jean-Louis Hourdin und trat mit der Musical-Show Hello Trenet auch beim Festival von Avignon auf.
Dragonetti hat in allen Stilrichtungen komponiert, auch für das Theater und das Kino.